# Phlegra Montes
I Phlegra Montes sono una struttura geologica della superficie di Marte.